# کالیست کوتسف
کالیست کوتسف (انگلیسی: Calistrat Cuțov؛ زادهٔ ۱۰ october ۱۹۴۸ (۷۶ سال)) ورزشکار بوکس اهل رومانی است.
وی در مسابقات کشوری و بین‌المللی در مجموع برندهٔ ۱۰ مدال طلا، ۲ مدال نقره، ۲ مدال برنز شده‌است.